# Abdelhadi El Hachimi

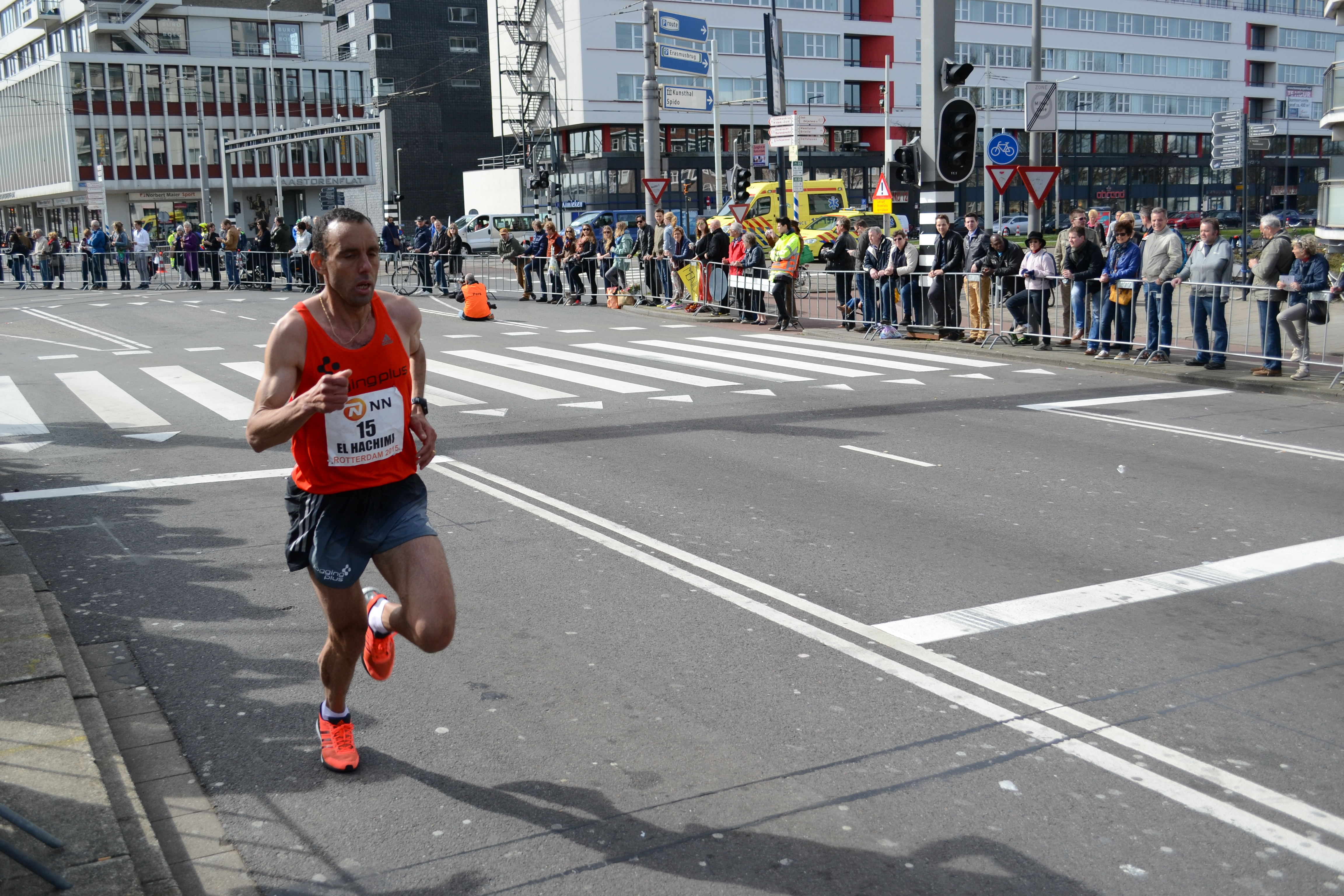
Tijdens de marathon van Rotterdam 2015

 Abdelhadi El Hachimi (15 december 1974) is een Belgische atleet van Marokkaanse origine. In de winter doet hij aan veldlopen en in het zomerseizoen legt hij zich toe op lange afstanden. Hij veroverde tot nu toe op vier nummers tien Belgische titels.

## Loopbaan
El Hachimi verwierf eind 2012 de Belgische nationaliteit.

### Piste
In 2013 en 2014 veroverde El Hachimi de Belgische titels op de 5000 m en 10.000 m.

### Weg
El Hachimi won in 2013 de marathon van Antwerpen. Later dat jaar werd hij ook Belgisch kampioen halve marathon. In 2014 werd hij geselecteerd voor de Europese kampioenschappen in Zürich. Daar eindigde hij als veertiende in 2:16.35. Hij vernieuwde ook op de halve marathon zijn Belgische titel.

### Veld
In de winter doet El Hachimi ook aan veldlopen. Zo veroverde hij eind 2013 met de Belgische ploeg zilver in het landenklassement op de Europese kampioenschappen.

### Clubs
El Hachimi was aangesloten bij RFC Luik. Sinds 2016 komt hij uit voor Sambre et Meuse Athlétique Club (SMAC).

## Belgische kampioenschappen
| Onderdeel      | Jaar                   |
| -------------- | ---------------------- |
| 5000 m         | 2013, 2014             |
| 10.000 m       | 2013, 2014, 2015, 2016 |
| halve marathon | 2013, 2014, 2015       |
| marathon       | 2015                   |

## Persoonlijke records
| Onderdeel      | Prestatie | Datum            | Plaats             |
| -------------- | --------- | ---------------- | ------------------ |
| 5000 m         | 13.28,05  | 13 juli 2013     | Heusden-Zolder     |
| 10.000 m       | 28:57.89  | 3 mei 2014       | Naimette-Xhovémont |
| halve marathon | 1:02.26   | 12 december 2004 | Bastia Umbra       |
| marathon       | 2:10.35   | 3 juli 2016      | Brisbane           |

## Palmares

### 3000 m
- 2008: 5e Asics Nijmegen Global Athletic - 8.13,01
- 2013: 4e Gentse Feestenmeeting - 8.06,39

### 5000 m
- 2012: 4e Loopgala in Tilburg - 14.09,89
- 2013:  BK AC - 13.59,33
- 2013: 14e Memorial Van Damme - 13.34,95
- 2014:  BK AC - 14.05,36

### 10.000 m
- 2012:  NK in Emmeloord - 29.08,16
- 2013:  BK AC in Duffel - 29.00,02
- 2014:  BK AC in Naimette-Xhovémont - 28.57,89
- 2015:  BK AC in Heusden - 29.03,33
- 2016:  BK AC in Duffel - 29.11,51

### 5 km
- 2003:  GP del Segrino in Eupilio - 14.17

### 10 km
- 2005:  Circuito Citta di San Pietro in San Pietro in Casale - 30.18
- 2005: 4e Run Like a Deejay in Milaan - 29.15
- 2006: 4e Corribianco in Bianco - 30.15
- 2007: 4e Maria SS degli Ammalati in Misterbianco - 31.11
- 2008:  The Hague Royal - 29.26
- 2008:  Courses Pédestres d'Arras - 29.31
- 2008:  Foulées Halluinoises - 29.32
- 2010:  SDU Hague Royal in Den Haag - 29.13
- 2010:  Nacht Van Vlaanderen in Torhout - 29.56
- 2010:  Chaamloop - 31.20
- 2011:  Spieren voor Spieren City Run in Hilversum - 29.09
- 2011:  Corrida de Dinant - 29.07
- 2011: 4e SDU Royal in Den Haag - 29.00
- 2011:  Nacht van West-Vlaanderen in Torhout - 29.40
- 2011:  Loopfestijn in Voorthuizen - 29.38
- 2012:  Corrida de Dinant - 28.59
- 2012:  La Nocturne Lille Metropole in Tourcoing - 28.48
- 2012: 4e SDU Hague Royal in Den Haag - 29.11
- 2012:  Kirschblütenlauf in Refrath - 30.16
- 2012:  Kölner Bank Unilauf - 31.00
- 2012: 4e Wiezo Run in Wierden - 29.47
- 2012:  Brooks Münster Stadtlauf - 30.42
- 2012:  Volata Napola-Mokarta in Napels - 30.03
- 2013: 4e Courses Pedestres d'Arras - 29.13
- 2014:  Hague Royal in Den Haag - 29.39
- 2014:  Volata Napola-Mokarta - 30.13
- 2015: 9e Singelloop Utrecht - 29.43

### 12 km
- 2012: 4e Zandvoort Circuit Run - 36.01

### 15 km
- 2013:  ATAG Posbankloop in Arnhem - 45.43

### 10 Eng. mijl
- 2009:  Oostende-Brugge Ten Miles - 49.13
- 2009:  Charleroi - 48.51
- 2010: 5e Oostende-Brugge Ten Miles - 50.35
- 2012: 4e Dieci Miglia del Garda - 51.47
- 2014:  Oostende-Brugge Ten Miles - 48.48

### 20 km
- 2011: 4e 20 km van Brussel - 1:02.39
- 2013: 5e 20 km van Brussel - 1:01.21
- 2014: 5e 20 km van Brussel - 1:01.03
- 2015:  20 km van Brussel - 1:01.47

### halve marathon
- 2003:  halve marathon van Busto Arsizio - 1:05.18
- 2004:  halve marathon van Piacenza - 1:05.03
- 2005: 4e halve marathon van Ponte San Giovanni - 1:05.05
- 2005:  halve marathon van Villafranca - 1:06.37
- 2006:  halve marathon van Monteforte d'Alpone - 1:06.49
- 2006:  halve marathon van Gorizia - 1:03.29
- 2006: 4e halve marathon van Livigno - 1:17.03,1
- 2006:  halve marathon van Ponte San Giovanni - 1:04.04
- 2006:  halve marathon van Pordenone - 1:03.29
- 2007:  halve marathon van Vittorio Veneto - 1:05.10
- 2007:  halve marathon van Treviglio - 1:05.40
- 2007:  halve marathon van Gorizia - 1:07.11
- 2007:  halve marathon van Pistoia - 1:05.01
- 2007:  halve marathon van Lago di Caldaro - 1:05.36,3
- 2007: 4e halve marathon van Atripalda - 1:06.55
- 2007:  halve marathon van Rimini - 1:08.30
- 2007:  halve marathon van Livigno - 1:15.40,9
- 2007:  halve marathon van Bronzolo - 1:06.31,2
- 2008:  halve marathon van Gorizia - 1:05.18
- 2008: 4e halve marathon van Pistoia - 1:04.55
- 2010: 5e halve marathon van Trith Saint Léger - 1:04.25
- 2010:  Bredase Singelloop - 1:04.56
- 2010:  halve marathon van Lausanne - 1:04.40,9
- 2010:  halve marathon van Dronten - 1:05.05
- 2011:  halve marathon van Merano - 1:05.08
- 2011:  halve marathon van Beneden-Leeuwen - 1:04.46
- 2011:  halve marathon van Dronten - 1:05.32
- 2012:  halve marathon van Leverkusen - 1:05.47
- 2012:  halve marathon van Marcq En Baroeul - 1:03.43
- 2013: 4e halve marathon van Bologna -
- 2013: 10e halve marathon van Udine - 1:04.05
- 2013:  BK AC in Herve - 1:08.28
- 2014:  BK AC in Sint-Truiden - 1:05.51
- 2015:  BK AC in Berlare - 1:06.03
- 2016: 9e Bredase Singelloop - 1:04.59

### marathon
- 2005: 7e marathon van Livorno - 2:23.58
- 2005: 4e marathon van Latina - 2:18.39
- 2006: 6e marathon van Padova - 2:17.32
- 2006: 7e marathon van Florence - 2:15.08
- 2007: 6e marathon van Padova - 2:16.25,9
- 2007:  marathon van Grottazzolina - 2:20.38
- 2007: 4e marathon van Livorno - 2:23.55
- 2007:  marathon van Palermo - 2:15.25,5
- 2007: 9e marathon van Milaan - 2:14.35
- 2008:  marathon van Luxembourg - 2:27.23
- 2009:  marathon van Piacenza - 2:26.08
- 2009: 5e marathon van Carpi - 2:20.52
- 2009: 11e marathon van Livorno - 2:32.07
- 2009: 6e marathon van Florence - 2:16.17
- 2010: 14e marathon van Amsterdam - 2:15.11
- 2011: Benelux K. marathon van Amsterdam - 2:11.30 (12e overall)
- 2012: 11e marathon van Eindhoven - 2:11.53
- 2013:  marathon van Antwerpen - 2:12.53
- 2013: 7e marathon van Eindhoven - 2:13.45
- 2014: 8e marathon van Hannover - 2:14.14
- 2014: 14e EK in Zürich - 2:16.35
- 2014: 12e marathon van Berlijn - 2:12.45
- 2015:  marathon van Düsseldorf - 2:13.46
- 2015: 16e WK in Peking - 2:17.41
- 2015:  BK in Eindhoven - 2:15.13 (10e overall)
- 2016: 8e marathon van Hamburg - 2:13.10
- 2016:  Gold Coast marathon - 2:10.35
- 2017: DNF WK in Londen

### veldlopen
- 2009:  Abdijcross in Kerkrade - 29.58
- 2012:  Sylvestercross in Soest - 35.47
- 2013: 49e EK in Belgrado - 30.57
- 2013:  landenklassement EK in Belgrado
- 2013:  Sylvestercross (10.400 m), Soest - 35.22
- 2014:  BK AC in Wachtebeke
- 2014: 25e EK in Samokov - 34.01
- 2014: 7e Warandeloop (Nederland) - 30.44